# Gare de Denain-Mines
Taffin
Ne doit pas être confondu avec Gare de Denain.
La gare de Denain-Mines est une ancienne gare ferroviaire française de la ligne de Somain à Péruwelz, située sur le territoire de la commune de Denain, dans le département du Nord, en région Hauts-de-France.
Elle est mise en service en 1838 par la Compagnie des mines d'Anzin. Fermée dans la deuxième moitié du XXe siècle, son bâtiment est détruit en 2000.
Renommée Taffin, elle est depuis 2007 un arrêt de la ligne 1 du tramway de Valenciennes.

## Situation ferroviaire

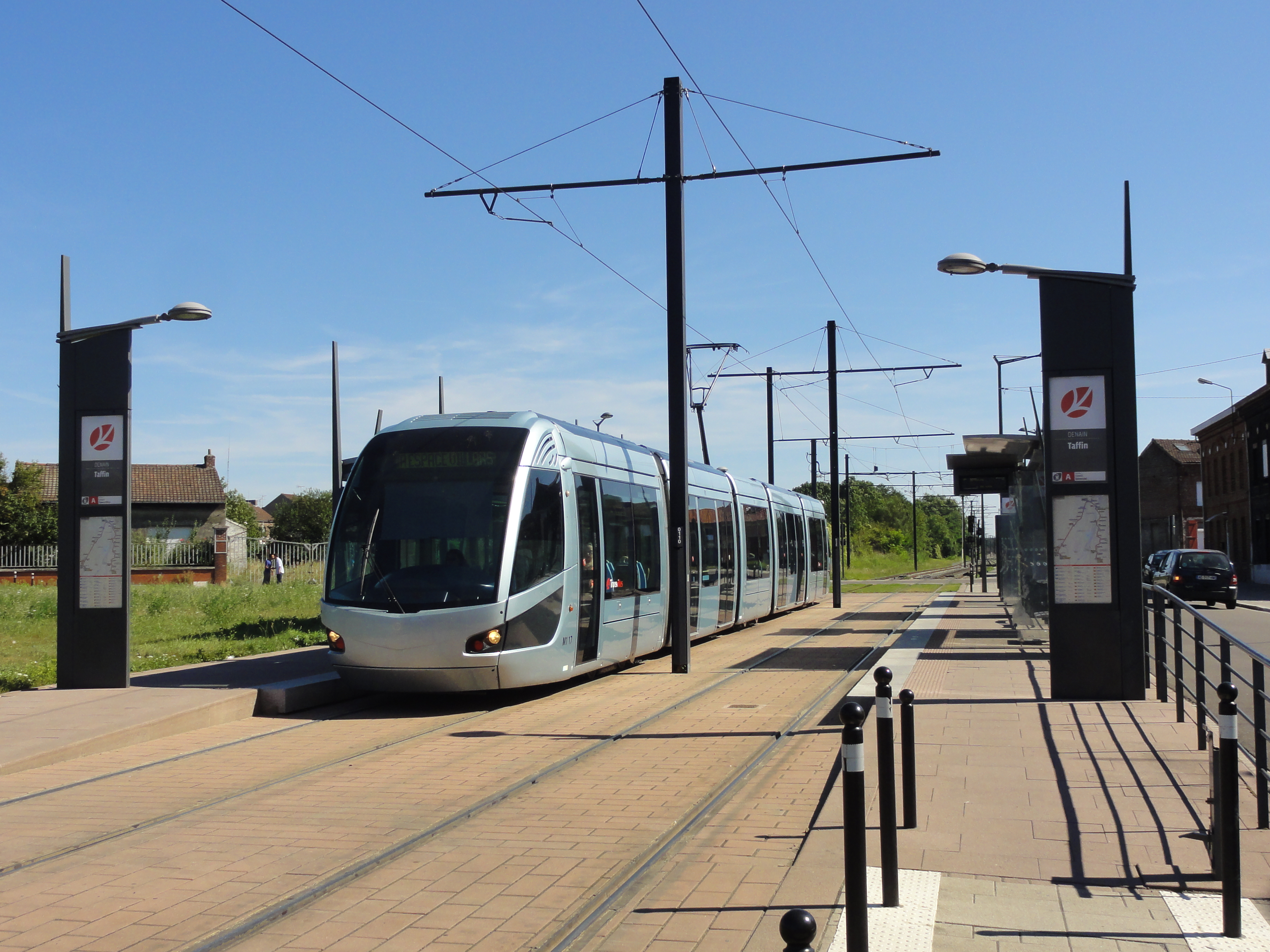
La station de tramway Taffin, en août 2012.

Établie à 34 mètres d'altitude, la gare de Denain-Mines est située au point kilométrique (PK) 10 de la ligne de Somain à Péruwelz, entre les gares fermées d'Escaudain et d'Hérin (reconvertie en station de tramway), à proximité des embranchements de la fosse Villars, de la fosse de l'Enclos et de la fosse Renard.
L'arrêt Taffin est situé sur la ligne 1 du tramway de Valenciennes, entre les arrêts Jaurès et Jean Dulieu.

## Histoire
La gare de Denain-Mines est mise en service le 18 octobre 1838 par la Compagnie des mines d'Anzin.
L'arrêt Taffin de la ligne 1 du tramway de Valenciennes est situé sur l'emplacement de l'ancienne gare, dont le dernier bâtiment a été détruit en 2000. Sur la rue Taffin, le bar qui était situé en face de la gare de Denain-Mines est maintenant en face de l'arrêt Taffin du nouveau tramway.